# 朗雅克站
朗雅克站是法国的一个铁路车站，位于法国中南部市镇朗雅克（法語：Langeac）。

## 位置
朗雅克站位于朗雅克市区的西部，圣日耳曼沟－尼姆铁路520.534公里处，距离克莱蒙费朗大约101公里。车站大致呈南北走向，开口朝东。

## 停靠线路
以下列车线路在朗雅克站停靠：
| 朗雅克站列车线路表 |      |                       |                  |              |
| 线路               | 车种 | 上一站                | 下一站           | 大致运行频率 |
| 克莱蒙费朗—尼姆    | TER  | 布里乌德/圣乔治多拉克 | 莫尼斯特罗勒达列 | 每天3趟左右  |
| 1.                 |      |                       |                  |              |

## 配套交通

### 长途客车
| 停靠朗雅克站的大巴车 |              | |
| 上下车地点           | 运营单位     | 主要线路及目的地                                                                                            |
| 朗雅克站门口         | SNCF Car TER | - 26：勒皮、圣乔治多拉克站、阿尔旺站 - 当某条铁路线施工或罢工时，SNCF可能也会提供途径该线路沿途站点的大巴车 |
| 1. 2.                |              | |

### 城市公共交通
朗雅克站附近暂无固定的城市公共交通线路。

### 社会车辆
朗雅克站门口设有社会车辆停车场。

## 临近车站
| 朗雅克站（Gare de Langeac）    |                      |                           |
| 上行车站                       | 线路                 | 下行车站                  |
| 圣乔治多拉克站 7.6km ←         | 圣日耳曼沟－尼姆铁路 | 莫尼斯特罗勒达列站 → 14km |
| - 本表仅显示运营中的线路及车站 |                      |                           |